# A Normal Family
Pour plus de détails, voir Fiche technique et Distribution.
A Normal Family (hangeul : 보통의 가족 ; hanja : 普通의 家族 ; RR : botong-ui gajog ; litt. « une famille normale ») est un film sud-coréen réalisé par Hur Jin-ho et sorti en 2023.
Il s'agit de l'adaptation du roman Le Dîner (Het diner, 2009) de l'écrivain néerlandais Herman Koch,.
Il est présenté en avant-première mondiale au Festival international du film de Toronto 2023.

## Synopsis
Jae-wan, un avocat riche, qui s'est remarié avec Ji-soo, jeune propriétaire d'une pâtisserie, et son frère cadet, Jae-gyoo, un médecin menant une vie bourgeoise aisée et moins riche avec son épouse, Yeon-kyeong, traductrice, se retrouvent à table à l'heure du dîner pour parler de l'internement de leur mère manifestement alzheimer… Les tensions sont manifestes. Pendant ce temps là, leurs enfants respectifs, ont une soirée libre qui va virer au cauchemar extra-violent : ils tabassent à mort, sous le regard d'une  caméra de surveillance, un SDF qui s'est trouvé sur leur passage. 

## Fiche technique
Sauf indication contraire ou complémentaire, les informations mentionnées dans cette section peuvent être confirmées par la base de données de KMDb
- Titre original : 보통의 가족
- Titre de travail : 더 디너 (litt. « le dîner »)[2],[5]
- Titre international : A Normal Family
- Réalisation : Hur Jin-ho
- Scénario : Park Eun-kyo et Park Joon-seok, d'après le roman Le Dîner de Herman Koch[2],[3]
- Musique : Cho Sung-woo
- Décors : Mo So-ra
- Costumes : Choi Eui-young
- Photographie : Go Rak-sun
- Son : Park Jin-hong et Park Yong-gi
- Montage : Kim Hyeong-joo
- Production : Kim Won-gook
  - Production déléguée : Kim Joo-seong et Kim Won-gook
  - Coproduction : Park Min-cheol
- Sociétés de production : Hive Media Corp[5],[6], en coproduction avec Higround[7]
- Sociétés de distribution : Hive Media Corp et Mindmark (Corée du Sud) ; Diaphana Distribution (France)
- Pays de production :  Corée du Sud
- Langue originale : coréen
- Format : couleur — 2,39:1 (CinemaScope optique) - Dolby Digital
- Genre : drame, thriller
- Durée : 116 minutes (TIFF)[1] ; 109 minutes (cinéma)
- Dates de sortie :
  - Canada : 14 septembre 2023 (Festival international du film de Toronto)
  - France : 7 novembre 2023 (Festival du film coréen à Paris)[8] ; 11 juin 2025 (sortie nationale)[9]
  - Corée du Sud : 2 octobre 2024 (Festival international du film de Busan)[10] ; 16 octobre 2024 (sortie nationale)

## Distribution
Sauf indication contraire, les informations mentionnées dans cette section peuvent être confirmées par les bases de données cinématographiques  présentes dans la section « Liens externes ».
- Seol Kyeong-gu : Yang Jae-wan[2], avocat
- Jang Dong-gun : Yang Jae-gyoo, frère cadet de Jae-wan[2],[6], médecin
- Kim Hee-ae (en) : Yang Yeon-kyeong[2], épouse de Jae-gyoo[6], traductrice indépendante
- Claudia Kim : Ji-soo, seconde épouse[6] de Jae-wan[2]
- Hong Ye-ji (en) : Hye-yoon, fille de Jae-wan[11]
- Kim Jung-chul : Yang Si-ho, fils de Jae-gyoo et de Yeon-kyeong
- Byun Joong-hee : la mère de Jae-wan et de Jae-gyoo
- Choi Ri : Seon-joo
- Yoo Su-bin (en) : Hyeong-cheol
- Yoo In-sun : le père de Boo Na-rae
- Roh Jae-won (en) : un docteur

## Production

### Genèse et développement
Début mai 2022, Seol Kyeong-gu et Jang Dong-gun sont choisis pour le projet du film, provisoirement intitulé 더 디너 (litt. « le dîner »), de Hur Jin-ho. Ce dernier a choisi le thème de problèmes sociaux, ce qui est inhabituel dans ses précédents films. L'histoire, dépeignant deux frères aux caractères opposés qui finissent par découvrir un terrible secret, est inspirée du roman à succès, Le Dîner, de l'écrivain néerlandais Herman Koch,. Déjà adapté au grand écran aux Pays-Bas (Het diner (2013) de Menno Meyjes), en Italie (I nostri ragazzi (2014) d'Ivano De Matteo) et aux États-Unis (The Dinner (2017) d'Oren Moverman), le réalisateur avoue s'être inspiré de la version italienne et avoir modifié les métiers des deux frères, ainsi que d'autres détails, afin de les adapter à la société sud-coréenne.
Il est produit par la société Hive Media Corp, et coproduit par Higround.
Fin juillet 2023, le titre s'intitule désormais A Normal Family :

« Le titre anglais était un peu gênant, et je ne pouvais non plus l'appeler « Dîner » en coréen. (…) Le titre est censé être une question que chacun peut se poser. »

— Hur Jin-ho

### Attribution des rôles
|  |

Début mai 2022, Seol Kyeong-gu, qui travaille pour la première fois avec Hur Jin-ho, et Jang Dong-gun, qui revient au grand écran quatre ans après Rampant (2018) et retrouve le réalisateur dix ans après Dangerous Liaisons (2012), incarnent les frères. Kim Hee-ae s'est vue offrir un rôle, celui de l'épouse de Jang Dong-gun. Début juin, Claudia Kim confirme sa première participation à ce projet de film sud-coréen, incarnant la nouvelle épouse de Seol Kyeong-gu. Fin juillet, en plein tournage, Hong Ye-ji est mentionnée dans le rôle de Hye-yoon, la fille de Jae-wan.

### Tournage
Le tournage débute en juillet 2022 et s'achève fin septembre 2022.

« J'ai essayé de dépeindre la nature humaine qui se révèle lorsque des personnages dans leurs apparences parfaites se retrouvent dans des situations inattendues. Tous les acteurs ont pu fusionner avec leur rôle et faire preuve de leur jeu remarquable, j'en suis reconnaissant. »

— Hur Jin-ho

### Musique
La musique est composée par Cho Sung-woo,.
Le compositeur a rassemblé toutes ses idées sur la nature humaine et choisi simplement le piano, traduisant « confusion, anxiété et désastre », pour la scène finale, ce qui a bouleversé les spectateurs et reçu des critiques favorables.

### Postproduction
Fin juillet 2023, l'affiche est mondialement révélée, avec pour titre officiel A Normal Family, pour le prochain Festival international du film de Toronto.
La seuil de rentabilité est annoncé à environ 1,5 million de spectateurs.
À la mi-août 2024, les sociétés de distribution, Hive Media Corp et Mindmark, dévoilent quatre affiches représentant chacun quatre personnages et confirmant la sortie en octobre prochain, en Corée du Sud.

## Accueil

### Festival et sorties

#### Festival international du film de Toronto et d'autres

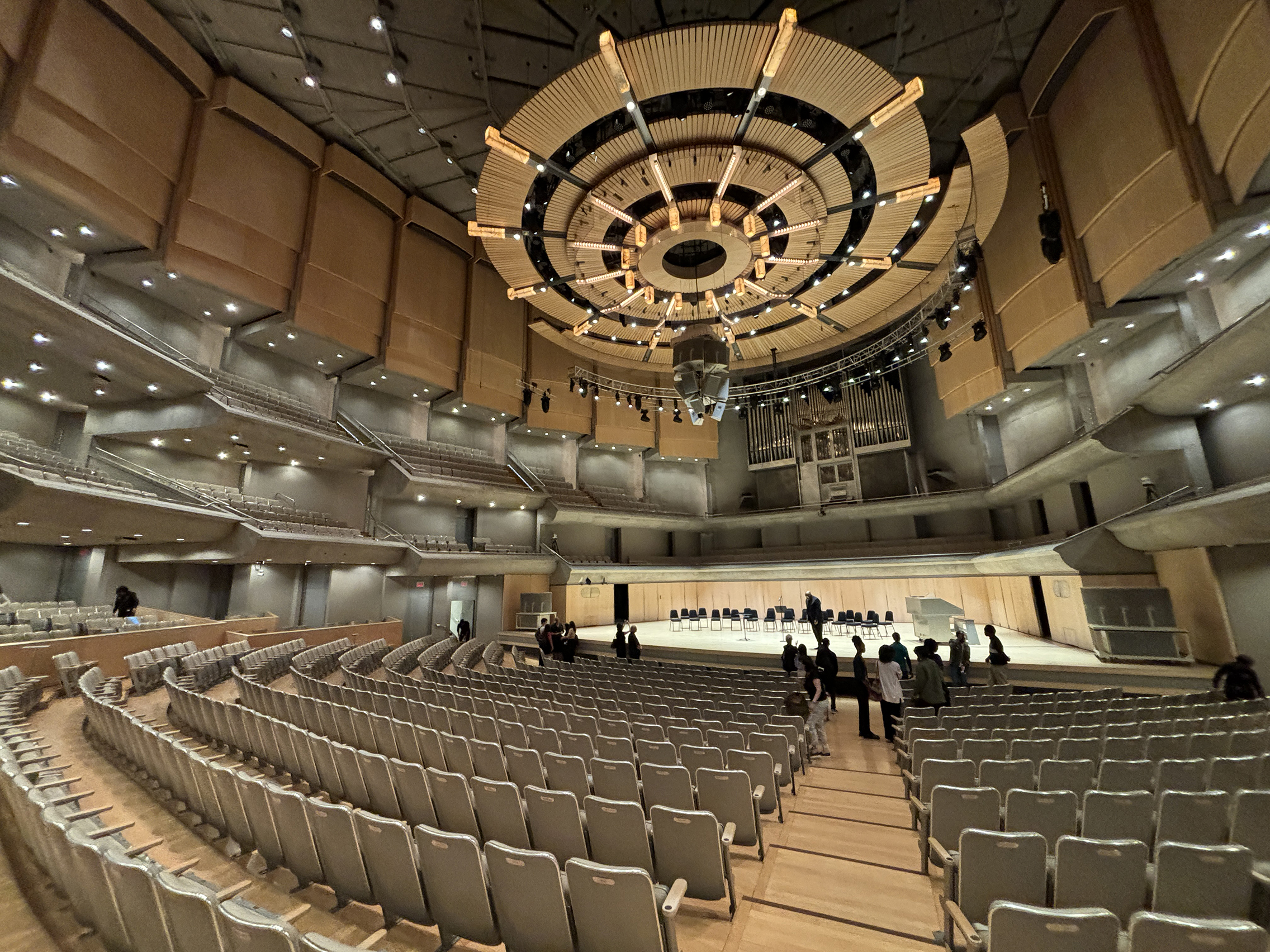
Le Roy Thomson Hall.

Le 24 juillet 2023, A Normal Family est officiellement sélectionné dans la section « Gala Presentations » du Festival international du film de Toronto. Il y projette, en avant-première mondiale, dans la soirée du 14 septembre 2023, au Roy Thomson Hall, avec la présence du réalisateur, Hur Jin-ho, et des acteurs principaux Seol Kyeong-gu, Jang Dong-gun, Kim Hee-ae et Claudia Kim.
Ce film est un succès à l'étranger, l'année suivante, à savoir dans 19 festivals, tels que Festival du Film d'Extrême Orient d'Udine, Festival international du film de Palm Springs, Festival du film de Taipei, entre autres, ainsi que Fantasporto où il a remporte le prix du meilleur scénario et Love International Film Festival Mons, récoltant également le prix du meilleur scénario.

#### Corée du Sud
Fin août 2024, le film est également sélectionné dans la section « Korean Cinema Today - Special Premiere » du Festival international du film de Busan et y projette, en avant-première nationale, dans l'après-midi du 2 octobre 2024, au Busan Cinema Center.
À la mi-septembre 2024, une nouvelle affiche avec quatre personnages principaux est révélée, confirmant la sortie : le 9 octobre 2024. Cinq jours plus tard, la date de sortie est reportée au 16 octobre 2024.

#### France
Le 7 novembre, le film est projeté à la clôture du Festival du film coréen à Paris et, à la mi-décembre, au Festival des 3 Continents de Nantes.
À la mi-novembre 2023, la société de distribution française Diaphana annonce la date de sortie du film en salles : le 3 juillet 2024. À la mi-avril 2025, Diaphana fixe finalement à la date de 11 juin 2025.

### Box-office
A Normal Family est, au premier jour de sa sortie en Corée du Sud, en tête du box-office national, avec 42 429 spectateurs. Au bout de six jours, il reste bloqué[Quoi ?] à la première place, avec la cumul de 314 245 spectateurs, selon le Conseil du film coréen.

## Distinctions

### Récompenses
- Fantasporto 2024 : meilleur scénario pour Park Eun-kyo et Park Joon-seok[22]
- Love International Film Festival Mons 2024 : meilleur scénario pour Park Eun-kyo et Park Joon-seok[22]
- Baeksang Arts Awards 2025 : meilleure actrice dans un second rôle pour Claudia Kim[29],[30]

### Nominations et sélections
- Festival des 3 Continents 2023 : section « Séances spéciales »
- Festival du film coréen à Paris 2023 : section « Clôture »
- Festival international du film de Toronto 2023 : section « Gala Presentations »
- Festival international du film de Busan 2024 : section « Korean Cinema Today - Special Premiere »
- Director's Cut Awards 2025 : meilleur réalisateur pour Hur Jin-ho[31]